# Сагитов, Артур Дамирович
Арту́р Дами́рович Саги́тов (род. 7 января 2000, Елабуга, Татарстан) — российский футболист, нападающий клуба «Муром».

## Клубная карьера
Начал заниматься в академии ФК «Рубин» с 8 лет, с января 2018 года — в молодёжной команде. В Премьер-лиге дебютировал 30 ноября 2018 года в домашнем матче против «Динамо» (1:1), выйдя на замену на 90-й минуте. Перед сезоном 2019/20 был отдан в аренду в клуб ФНЛ «Нижний Новгород». За время выступления Сагитову второй раз в карьере сломали нос; в 13 играх он забил три гола. В августе 2020 года на правах аренды перешёл в «Волгарь» Астрахань. До зимнего перерыва провёл 10 матчей. Главный тренер клуба Виталий Панов заявил, что Сагитов не оправдал то игровое время, которое ему предоставлялось, и «Волгарь» намеревался досрочно расторгнуть аренду. В январе 2021 года контракт с «Рубином» был расторгнут по обоюдному согласию.
Впоследствии стал футболистом «Сморгони». В ее составе провел 6 матчей высшей лиги, в которых не отметился результативными действиями. В сентябре 2023 года перешел из словенского «Приморья» (Д2) в итальянский любительский клуб «Боза». В январе 2024 года находился на просмотре в гродненском «Немане», который не увенчался успехом. Сезон-2024 начал в составе «Сморгони», но провел за нее лишь пять матчей, ни разу не выходил в стартовом составе и пробыл на поле суммарно 63 минуты. Покинул команду в июне 2024 года. Впоследствии примкнул к клубу «Муром» (Россия, Д4). В августе 2025 года перешел в клуб «Молодечно-2018», находившийся на тот момент на последнем месте белорусской высшей лиги.